# Fuertesimalva jacens
Fuertesimalva jacens är en malvaväxtart som först beskrevs av Sereno Watson, och fick sitt nu gällande namn av P.A. Fryxell. Fuertesimalva jacens ingår i släktet Fuertesimalva och familjen malvaväxter. Inga underarter finns listade i Catalogue of Life.